# Nendoroid
Nendoroid (ねんどろいど Nendoroido) er en serie af ca. 10 cm høje plastikfigurer skabt af det japanske firma Good Smile Company i 2006. Nendoroid-figurer er normalt baseret på figurer fra anime, manga eller videospil og er udformet med et stort hoved og en lille krop, der giver dem en sødt og kært udseende. Ansigter og andre kropsdele kan udskiftes, hvilket gør det muligt at skifte mellem forskellige ansigtsudtryk og positurer. Nendoroid spænder desuden over en række andre produkter, herunder mindre Petite Nendoroids, ekstraudstyr kaldet Nendoroid More såvel som tøjdyr og legetøj. Derudover er der blevet lavet flere videospil baseret på nendoroid-design.

## Produkter
Nendoroid-serien af figurer er lavet plastmaterialerne ABS og PVC. De er udformet i chibi eller super deformed stil med et stort hoved og en lille krop, der giver dem et sødt og kært udseende (japansk: kawaii). Figurerne sælges både til samlere og som legetøj. Ansigter og andre kropsdele kan udskiftes, hvilket gør det muligt at skifte mellem forskellige ansigtsudstryk og positurer. Navnet er afledt af det japanske ord for ler, Nendo (粘土).
Nendoroid-figurer er som regel baseret på figurer fra anime, manga eller videospil så som Puella Magi Madoka Magica, Magical Girl Lyrical Nanoha, Steins;Gate, K-On!, Haruhi Suzumiya, Fate/stay night, Vocaloid og Touhou Project. Næsten alle nendoroids er baseret på kvindelige figurer med enkelte undtagelser så som Mario, Sonic the Hedgehog, Light Yagami og L fra Death Note, Edward Elric fra Fullmetal Alchemist og Kirito fra Sword Art Online. Til sjældenhederne hører desuden nendoroids baseret på virkelige personer så som formel 1-køreren Kamui Kobayashi, det amerikanske rockband Linkin Park og de japanske dubbere Yukari Tamura and Nana Mizuki.
Nendoroid er den primære serie, hvor hver figur er ca. 10 cm høj, og hvor der medfølger en særlig platform til at vise figuren frem på. Selvom det ikke er tilfældet for alle nendoroids, så kommer de fleste med ekstra dele, så der kan skiftes mellem forskellige typer humør.
Forskellige arme og ben er også inkluderet, så der kan skiftes mellem forskellige positurer. Desuden kan arme, ben og hals bevæges til en vis grad. Visse nendoroids kendt som edition-serien har endda endnu flere led, der giver yderligere muligheder. Nendoroids har ofte også forskelligt tilbehør som våben, udstyr eller andre centrale ting fra serien, de stammer fra. Ansigtsudtryk og andre dele kan også byttes rundt mellem forskellige nendoroids, hvilket gør det muligt for samlere at mikse og parre dele fra forskellige figurer. Der er ingen fast pris for nendoroids, men pr. juni 2013 lå den typiske pris på mellem 3.000 og 4.000 yen.
Mens de fleste officielle nendoroids udgives af Good Smile Company, så er der visse figurer, der udgives af FREEing, Phat! Company og andre firmaer. De distribueres dog alle af Good Smile Company.
Nendoroid Petite (ねんどろいどぷち Nendoroido puchi) ligner den primære serie meget men med den væsentlige forskel, at figurerne i stedet er ca. 6,5 cm høje. De kommer også med en lille platform, hvor figuren kan vises frem. Nendoroid Petites sælges enten i komplette sæt eller i enkeltvis i bokse med tilfældige figurer. Ligesom ved de større udgaver kan ansigtsudtryk og andre valgfrie dele skiftes rundt mellem forskellige Nendoroid Petites-figurer. Enkeltvis koster de 600 yen, mens prisen for sæt afhænger af antallet af figurer i det.
Nendoroid More (ねんどろいどもあ Nendoroido moa)-serien blev skabt som et projekt af universitetskandidater, der blev del af Good Smile Company i 2012. Ideen bag serien var at skabe en nemmere og mere behagelig måde at vise nendoroid-figurer frem på. Serien består af klemmer og sugekop-platforme, der hver kan holde en enkelt nendoroid-figur. Derudover er der også set dele, der kan forbindes med platformen, på messer og blogs, men de er endnu ikke blevet annonceret officielt.
Nendoroid Playsets (ねんどろいどプレイセット Nendoroido pureisetto) er små dioramaer udformet som rum, hvor nendoroids kan vises frem i deres "naturlige miljø". Det er f.eks. set ved serien Working!!, hvor dioramerne er udformet som udsnit af den familierestaurant, hvor figurerne arbejder. Dioramaerne produceres af Phat! Company.
Nendoroid Plus (ねんどろいどプラス Nendoroido purasu)-serien dækker over andre ting, der er baseret på nendoroid, men som ikke er plastikfigurer. Det inkluderer vedhæng, tøjdyr og lignende. De udgives ofte af andre firmaer end Good Smile Company.

## Videospil
Et rollespil baseret på nendoroid-figurserierne blev udviklet af Bandai Namco Games, Good Smile Company og Banpresto for PlayStation Portable med titlen Nendoroid Generation (ねんどろいど じぇねれ～しょん Nendoroido Jenereshon). I spillet er der nendoroid-udgaver af figurer fra Steins;Gate, Touhou Project, Black Rock Shooter, Haruhi Suzumiya, Magical Girl Lyrical Nanoha, The Familiar of Zero, Dog Days and Fate/stay night såvel som Good Smile Companys maskot Gumako. Spillet blev udgivet i Japan 23. februar 2012.
Hatsune Miku and Future Stars: Project Mirai er et musikspil til Nintendo 3DS baseret på Vocaloid-figuren Hatsune Miku med udseende baseret på nendoroid-design. En opfølger til spillet kaldet Hatsune Miku: Project Mirai 2 blev udgivet 28. november 2013.

## Historie og modtagelse
Den første figur til at blive solgt som nendoroid var Nendoroid Neco Arc fra spillet Tsukihime, der blev udgivet på Wonder Festival 2006. Seriens oprindelige skaber var Tsuyoshi Oda, også kendt som Oda-P, men serien laves nu af en gruppe af folk under det fælles navn Nendoron. Begrundelsen for det fælles navn var, at for mange folk arbejdede samtidig på en enkelt nendoroid, hvilket gjorde det svært at kreditere dem alle. Planlægningen og produktionen af en enkelt figur varetages af over ti forskellige personer hos Good Smile Company.
Pr. marts 2009 var der solgt over en million nendoroid og over tre millioner Nendoroid Petite. Serien voksede hurtigt og i juli 2010 var der over 100 forskellige nendoroids. I maj 2013 rundede man produkt nr. 300 i den grundlæggende serie med en avanceret udgave af den hidtil bedst sælgende nendoroid, Hatsune Miku. Æskens design og måden at sammensætte udtryk var også forbedret fra denne udgivelse.